# إغناثيو نونيز سولير
إغناثيو نونيز سولير (بالإسبانية: Ignacio Núñez Soler)‏ هو نقابي ورسام باراغواياني، ولد في 31 يوليو 1891 في أسونسيون في باراغواي، وتوفي بنفس المكان في 13 أكتوبر 1983.